# Plexitartessus smithersi
Plexitartessus smithersi är en insektsart som beskrevs av Evans 1981. Plexitartessus smithersi ingår i släktet Plexitartessus och familjen dvärgstritar. Inga underarter finns listade i Catalogue of Life.